# Fernando Herrera Espinoza
Fernando Herrera Espinoza es un ex futbolista mexicano (nació el 4 de julio de 1985 en la Ciudad de México), se desarrolló en las fuerzas básicas del Atlante FC. Se desempeña como mediocampista y se encuentra retirado. 

## Carrera
Debutó en 2008 en Atlante UTN en Primera División A, filial del Atlante FC de la Liga MX, aunque ya había debutado con el primer equipo en primera división en 2007, siendo parte del plantel campeón en el torneo Apertura, en 2013 fue prestado al Altamira del Ascenso MX. Para el Apertura 2014, regresó al Atlante FC. En 2019 jugaba con el Tampico Madero Fútbol Club, un año después quedó libre y desde entonces no ha encontrado equipo, siendo inminente a sus 40 años su retiro.

## Trayectoria

### Clubes
| Club              | País      | Categoría          | Periodo           |
| ----------------- | --------- | ------------------ | ----------------- |
| Atlante UTN       | México    | Primera División A | 2008 - 2010       |
| Atlante           | México    | Liga MX            | 2010 - 2013       |
| Altamira          | México    | Ascenso MX         | 2013 - 2014       |
| Atlante           | México    | Ascenso MX         | 2014 - 2017       |
| Tampico Madero FC | México    | Ascenso MX         | 2018 - Actualidad |
| Potros UAEM       | 🇲🇽 México | Ascenso Mx         | 2019 -Actual      |

- Datos: Q20015032